# ドローン・ミュージック
ドローン・ミュージック (drone music) は、ドローンを用いた音楽である。

## 歴史
その歴史は古く宗教的であり、雅楽やビザンティン聖歌などをルーツにもつ。ヨーロッパ中世の楽譜には際限なく音を伸ばす指示があることから、歌手が互い違いに息継ぎをしたのか、それとも音が出っぱなしになる音具を使ったかのどちらかであると推察されている。1960年代には、ラ・モンテ・ヤング、トニー・コンラッド、ジョン・ケイル、テリー・ライリーらによって探究が重ねられた。現在はヨシ・ワダ、エルンシュタルブレヒト・シュティーブラー、ジェイ・シュヴァルツによっても探求されている。

## 言及
ホセ・マセダは音楽の根源を「ドローンとメロディー」であると定義している。インドの伝統音楽ではタンブーラで一つの音が強調され続けるため、ドローン・ミュージックの源泉として讃えられることが多い。